# 久馬泰內
久馬泰內（法語：Dioumaténé）是馬里的城鎮，位於該國南部，由錫卡索區的卡迪奧羅省負責管轄，處於卡焦洛以西16公里，面積225平方公里，2009年人口4,274，人口密度每平方公里19人。